# Taza
Taza je marocké město v regionu Fez-Meknes. V roce 2019 ve městě žilo 148 406 obyvatel, což z něj činilo 21. nejlidnatější město v zemi. Leží mezi pohořím Ríf a Středním Atlasem asi 120 kilometrů východně od Fesu a 150 kilometrů jižně od města Al Hoceima v nadmořské výšce asi 510 m n. m. V oblasti, kde město leží, panuje středomořské podnebí. Významnou architektonickou památkou ve městě je Velká mešita v Taze. 